# Alpen Cup kobiet w kombinacji norweskiej 2023/2024
Alpen Cup kobiet w kombinacji norweskiej 2023/2024 to kolejna edycja tego cyklu zawodów. Rywalizacja rozpoczęła się 19 sierpnia 2023 w niemieckim Bischofsgrün, zaś ostatnie zawody z tego cyklu zostały rozegrane 10 marca 2024 w niemieckim Oberhofie.
Tytuł z poprzedniej edycji obroniła Słowenka Teja Pavec.

## Kalendarz i wyniki
| Lp. | Data             | Miejscowość  | Dystans                | 1. miejsce       | 2. miejsce       | 3. miejsce       |
| --- | ---------------- | ------------ | ---------------------- | ---------------- | ---------------- | ---------------- |
| 1.  | 19 sierpnia 2023 | Bischofsgrün | Gundersen HS71/5 km    | Greta Pinzani    | Ronja Loh        | Katharina Gruber |
| 2.  | 20 sierpnia 2023 | Bischofsgrün | Gundersen HS71/5 km    | Ronja Loh        | Teja Pavec       | Greta Pinzani    |
| 3.  | 16 września 2023 | Tschagguns   | Gundersen HS108/5 km   | Teja Pavec       | Katharina Gruber | Tia Malovrh      |
| 4.  | 17 września 2023 | Tschagguns   | Gundersen HS108/2,5 km | Teja Pavec       | Katharina Gruber | Giada Delugan    |
| 5.  | 16 grudnia 2023  | Seefeld      | Gundersen HS109/2,5 km | Katharina Gruber | Anne Häckel      | Teja Pavec       |
| 6.  | 17 grudnia 2023  | Seefeld      | Gundersen HS109/5 km   | Teja Pavec       | Anne Häckel      | Katharina Gruber |
| 7.  | 27 stycznia 2024 | Szczyrk      | Gundersen HS104/5 km   | Odwołano         | Odwołano         | Odwołano         |
| 8.  | 28 stycznia 2024 | Szczyrk      | Gundersen HS104/2,5 km | Odwołano         | Odwołano         | Odwołano         |
| 9.  | 17 lutego 2024   | Harrachov    | Gundersen HS100/5 km   | Teja Pavec       | Tia Malovrh      | Anne Häckel      |
| 10. | 18 lutego 2024   | Harrachov    | Gundersen HS100/2,5 km | Teja Pavec       | Anne Häckel      | Tia Malovrh      |
| 11. | 9 marca 2024     | Oberhof      | Gundersen HS100/5 km   | Anne Häckel      | Tia Malovrh      | Giada Delugan    |
| 12. | 10 marca 2024    | Oberhof      | Gundersen HS100/2,5 km | Anne Häckel      | Tia Malovrh      | Teja Pavec       |

## Klasyfikacja generalna
| M.  | Zawodnik           | Punkty |
| --- | ------------------ | ------ |
| 1.  | Teja Pavec         | 795    |
| 2.  | Tia Malovrh        | 558    |
| 3.  | Anne Häckel        | 500    |
| 4.  | Katharina Gruber   | 467    |
| 5.  | Giada Delugan      | 349    |
| 6.  | Greta Pinzani      | 331    |
| 7.  | Sofia Eggensberger | 306    |
| 8.  | Anna Senoner       | 297    |
| 9.  | Fabienne Klumpp    | 269    |
| 10. | Thea Häckel        | 260    |

| Lp. | Drużyna    | Punkty |
| --- | ---------- | ------ |
| 1.  | Niemcy     | 4307   |
| 2.  | Austria    | 2567   |
| 3.  | Słowenia   | 1983   |
| 4.  | Włochy     | 1563   |
| 5.  | Czechy     | 1553   |
| 6.  | Francja    | 985    |
| 7.  | Polska     | 279    |
| 8.  | Szwajcaria | 187    |
| 9.  | Finlandia  | 57     |
| 10. | Ukraina    | 51     |
| 11. | Holandia   | 49     |